# Pandora (serie de televisión)
Pandora es una serie de televisión estadounidense de ciencia ficción creada por Mark A. Altman y Steve Kriozere. La serie se estrenó en The CW el 16 de julio de 2019 y finalizó el 13 de diciembre de 2020.

## Sinopsis
Ambientada en el año 2199, Pandora es una serie de acción de ciencia ficción sobre una mujer joven e ingeniosa que lo ha perdido todo pero que encuentra una nueva vida en la Academia de Entrenamiento Espacial de la Tierra donde ella y sus amigos aprenden a defender la galaxia de las amenazas, tanto alienígenas como humanas. Cuando los secretos sobre la naturaleza de su propia identidad empiezan a emerger, ella debe descubrir la verdad, y si ella será la salvadora de la humanidad o el instrumento de su destrucción.

## Elenco
- Priscilla Quintana como Jax, también conocida como Pandora
- Oliver Dench como Xander Duvall
- Raechelle Banno como Atria Nine
- John Harlan Kim como Greg Li
- Ben Radcliffe como Ralen
- Banita Sandhu como Delaney Pilar
- Martin Bobb-Semple como Thomas James Ross
- Noah Huntley como el Profesor Donovan Osborn

## Episodios

### Temporadas
| Temporada | Temporada | Episodios | Episodios | Emisión original     | Emisión original        |
| Temporada | Temporada | Episodios | Episodios | Primera emisión      | Última emisión          |
| --------- | --------- | --------- | --------- | -------------------- | ----------------------- |
|           | 1         | 13        | 13        | 16 de julio de 2019  | 1 de octubre de 2019    |
|           | 2         | 10        | 10        | 4 de octubre de 2020 | 13 de diciembre de 2020 |

### Temporada 1 (2019)
| N.º en serie | N.º en temp. | Título                                          | Dirigido por      | Escrito por                                         | Fecha de emisión original | Audiencia (millones) |
| ------------ | ------------ | ----------------------------------------------- | ----------------- | --------------------------------------------------- | ------------------------- | -------------------- |
| 1            | 1            | «Shelter From The Storm»                        | Steve Hughes      | Mark A. Altman                                      | 16 de julio de 2019       | 0.72                 |
| 2            | 2            | «Chimes of Freedom»                             | Steve Hughes      | Mark A. Altman                                      | 23 de julio de 2019       | 0.59                 |
| 3            | 3            | «Masters Of War»                                | Christian Gossett | Steve Kriozere                                      | 30 de julio de 2019       | 0.52                 |
| 4            | 4            | «I Shall Be Released»                           | Brett Simmons     | Thomas P. Vitale & Brett Simmons                    | 6 de agosto de 2019       | 0.56                 |
| 5            | 5            | «Most Likely To Go Your Way (And I'll Go Mine)» | Brett Simmons     | Historia por: Steve Kriozere Guion por: Darin Scott | 13 de agosto de 2019      | 0.59                 |
| 6            | 6            | «What Was It You Wanted»                        | Jenn Wexler       | Historia por: Mark A. Altman Guion por: Lisa Klink  | 20 de agosto de 2019      | 0.62                 |
| 7            | 7            | «Time Out of Mind»                              | Mike Hurst        | Historia por: Mark A. Altman Guion por: Mike Hurst  | 27 de agosto de 2019      | 0.52                 |
| 8            | 8            | «Under the Red Sky»                             | Tirsa Hackshaw    | Marco Schnabel                                      | 3 de septiembre de 2019   | 0.46                 |
| 9            | 9            | «It Ain't Me Babe»                              | Christian Gossett | John C. Kelley & Steve Kriozere                     | 10 de septiembre de 2019  | 0.62                 |
| 10           | 10           | «Hurricane»                                     | Brett Simmons     | Thomas P. Vitale & Brett Simmons                    | 17 de septiembre de 2019  | 0.54                 |
| 11           | 11           | «I'll Be Your Baby Tonight»                     | Brea Grant        | Gabrielle Stanton                                   | 24 de septiembre de 2019  | 0.45                 |
| 12           | 12           | «Knocking on Heaven's Door»                     | Christian Gossett | Steve Kriozere                                      | 1 de octubre de 2019      | 0.50                 |
| 13           | 13           | «Simple Twist of Fate»                          | Mark A. Altman    | Mark A. Altman                                      | 1 de octubre de 2019      | 0.38                 |

### Temporada 2 (2020)
| N.º en serie | N.º en temp. | Título                                | Dirigido por       | Escrito por                                                                   | Fecha de emisión original | Audiencia (millones) |
| ------------ | ------------ | ------------------------------------- | ------------------ | ----------------------------------------------------------------------------- | ------------------------- | -------------------- |
| 14           | 1            | «Things Have Changed»                 | Brett Simmons      | Mark A. Altman                                                                | 4 de octubre de 2020      | 0.33                 |
| 15           | 2            | «Don't Think Twice, It's All Right»   | Brett Simmons      | Historia por: Mark A. Altman Guion por: Mark A. Altman & Steve Kriozere       | 11 de octubre de 2020     | 0.38                 |
| 16           | 3            | «Gates of Eden»                       | Chris LeDoux       | Steve Kriozere                                                                | 18 de octubre de 2020     | 0.37                 |
| 17           | 4            | «Beyond Here Lies Nothin»             | Brea Grant         | Historia por: Mark A. Altman Guion por: Susan Estelle Jansen                  | 25 de octubre de 2020     | 0.27                 |
| 18           | 5            | «On A Night Like This»                | Brea Grant         | Historia por: Steve Kriozere Guion por: Susan Estelle Jansen & Mark A. Altman | 1 de noviembre de 2020    | 0.22                 |
| 19           | 6            | «Pay In Blood»                        | Buddy Giovinazzo   | Thomas P. Vitale                                                              | 8 de noviembre de 2020    | 0.26                 |
| 20           | 7            | «A Fool Such As I»                    | Christian Gossett  | Darin Scott & Steve Kriozere                                                  | 22 de noviembre de 2020   | 0.25                 |
| 21           | 8            | «Tell me That It Isn't True»          | Maximilian Schmige | Historia por: Mark A. Altman Guion por: Lisa Klink & Peter Holmstrom          | 29 de noviembre de 2020   | 0.29                 |
| 22           | 9            | «All Along the Watchtower»            | Buddy Giovinazzo   | Historia por: Mark A. Altman Guion por: Brea Grant & Steve Kriozere           | 6 de diciembre de 2020    | 0.35                 |
| 23           | 10           | «I Forgot More Than You'll Ever Know» | Buddy Giovinazzo   | Mark A. Altman                                                                | 13 de diciembre de 2020   | 0.24                 |

## Recepción

### Audiencias

#### Temporada 1
| N.º | Título                                          | Fecha de emisión         | ÍA/CP (18–49) | Audiencia (millones) | DVR (18–49) | Audiencia DVR (millones) | Total (18–49) | Audiencia total (millones) |
| --- | ----------------------------------------------- | ------------------------ | ------------- | -------------------- | ----------- | ------------------------ | ------------- | -------------------------- |
| 1   | «Shelter from The Storm»                        | 16 de julio de 2019      | 0.1/1         | 0,72                 | 0.1         | 0.25                     | 0.2           | 0.97                       |
| 2   | «Chimes of Freedom»                             | 23 de julio de 2019      | 0.1/1         | 0.59                 | 0.0         | 0.15                     | 0.1           | 0.74                       |
| 3   | «Masters of War»                                | 30 de julio de 2019      | 0.1/1         | 0.52                 | 0.1         | 0.19                     | 0.2           | 0.71                       |
| 4   | «I Shall Be Released»                           | 6 de agosto de 2019      | 0.1/1         | 0.56                 | 0.0         | 0.15                     | 0.1           | 0.71                       |
| 5   | «Most Likely To Go Your Way (And I'll Go Mine)» | 13 de agosto de 2019     | 0.1/1         | 0.59                 | 0.1         | 0.13                     | 0.2           | 0.72                       |
| 6   | «What Was It You Wanted»                        | 20 de agosto de 2019     | 0.2/1         | 0.62                 | 0.0         | 0.14                     | 0.2           | 0.76                       |
| 7   | «Time Out of Mind»                              | 27 de agosto de 2019     | 0.1/1         | 0.52                 | 0.1         | 0.15                     | 0.2           | 0.67                       |
| 8   | «Under the Red Sky»                             | 3 de septiembre de 2019  | 0.1/1         | 0.46                 | 0.1         | 0.17                     | 0.2           | 0.63                       |
| 9   | «It Ain't Me Babe»                              | 10 de septiembre de 2019 | 0.1/1         | 0.62                 | 0.1         | 0.14                     | 0.2           | 0.76                       |
| 10  | «Hurricane»                                     | 17 de septiembre de 2019 | 0.1/1         | 0.54                 | 0.1         | 0.17                     | 0.2           | 0.71                       |
| 11  | «I'll Be Your Baby Tonight»                     | 24 de septiembre de 2019 | 0.1/1         | 0.45                 | 0.1         | 0.21                     | 0.2           | 0.66                       |
| 12  | «Knocking on Heaven's Door»                     | 1 de octubre de 2019     | 0.1/1         | 0.50                 | 0.1         | 0.17                     | 0.2           | 0.67                       |
| 13  | «Simple Twist of Fate»                          | 1 de octubre de 2019     | 0.1/0         | 0.38                 | 0.0         | 0.16                     | 0.1           | 0.54                       |

#### Temporada 2
| N.º | Título                                | Fecha de emisión        | ÍA/CP (18–49) | Audiencia (millones) | DVR (18–49) | Audiencia DVR (millones) | Total (18–49) | Audiencia total (millones) |
| --- | ------------------------------------- | ----------------------- | ------------- | -------------------- | ----------- | ------------------------ | ------------- | -------------------------- |
| 1   | «Things Have Changed»                 | 4 de octubre de 2020    | 0.1           | 0.33                 | 0.0         | 0.12                     | 0.1           | 0.45                       |
| 2   | «Don't Think Twice, It's All Right»   | 11 de octubre de 2020   | 0.1           | 0.38                 | —           | —                        | —             | —                          |
| 3   | «Gates of Eden»                       | 18 de octubre de 2020   | 0.1           | 0.37                 | —           | —                        | —             | —                          |
| 4   | «Beyond Here Lies Nothin»             | 25 de octubre de 2020   | 0.0           | 0.27                 | —           | —                        | —             | —                          |
| 5   | «On A Night Like This»                | 1 de noviembre de 2020  | 0.0           | 0.22                 | 0.0         | 0.10                     | 0.0           | 0.32                       |
| 6   | «Pay In Blood»                        | 8 de noviembre de 2020  | 0.0           | 0.26                 | 0.1         | 0.14                     | 0.1           | 0.40                       |
| 7   | «A Fool Such As I»                    | 22 de noviembre de 2020 | 0.0           | 0.26                 | —           | —                        | —             | —                          |
| 8   | «Tell me That It Isn't True»          | 29 de noviembre de 2020 | 0.1           | 0.29                 | —           | —                        | —             | —                          |
| 9   | «All Along the Watchtower»            | 6 de diciembre de 2020  | 0.1           | 0.35                 | —           | —                        | —             | —                          |
| 10  | «I Forgot More Than You'll Ever Know» | 13 de diciembre de 2020 | 0.0           | 0.24                 | —           | —                        | —             | —                          |